# Hayo Tjarks Oltmanns

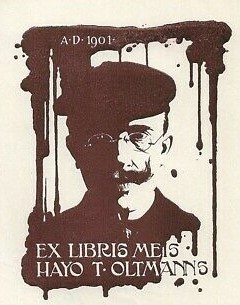
Hayo Tjarks Oltmanns Ex Libris meis 1901

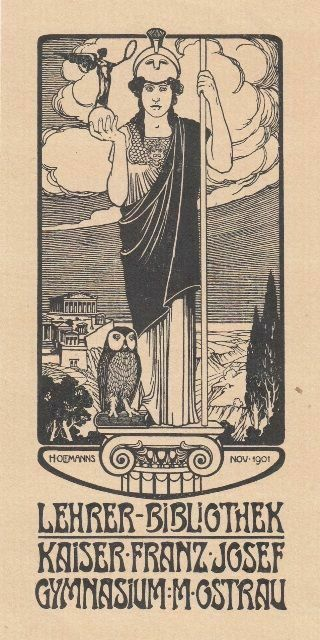
Gymnasium Mährisch-Ostrau 1901

Hayo Tjarks Oltmanns (geboren 20. April 1878 in Prag, Österreich-Ungarn; gestorben 7. April 1907 in Mährisch-Ostrau) war ein österreichischer Gebrauchsgrafiker und Illustrator.

## Leben
Hayo Tjarks Oltmanns besuchte 1892/93 die gewerbliche Fachschule für Zeichnen und Modellieren bei Anton Brenek in Wien und danach vier Jahre die Wiener Kunstgewerbeschule. Danach wurde er Gymnasialprofessor am
Kaiser-Franz-Josef-Gymnasium in Mährisch-Ostrau. Nebenher illustrierte er Bücher, unter anderem für den Verlag Bibliographisches Institut in Leipzig. Oltmanns fertigte eine Reihe von Exlibris und gehörte der österreichischen Exlibris-Gesellschaft an. Oltmanns starb an einer Lungenentzündung.